# Kolonia Filipole
Kolonia Filipole (Filipole)– kolonia w Polsce, położona w województwie łódzkim, w powiecie sieradzkim, w gminie Złoczew.
Wchodzi w skład sołectwa Biesiec.
W latach 1975–1998 Filipole administracyjnie należało do województwa sieradzkiego.
Przed 2023 r. miejscowość nosiła nazwę Filipole i była częścią wsi Biesiec.